# 瀬ヶ崎
瀬ヶ崎（せがさき）は、埼玉県さいたま市浦和区の町丁。現行行政地名は瀬ヶ崎一丁目から瀬ヶ崎五丁目。住居表示実施地区。郵便番号は330-0044。

## 地理
さいたま市浦和区東部の大宮台地（浦和大宮支台）上に位置する。地区の東側を緑区道祖土や同原山、南側を駒場、西側を領家、北側を大東と接する。北浦和駅からはやや遠いが、バス路線によって交通の便はよく、住宅地が広がっている。南には浦和駒場スタジアムがある。

### 地価
住宅地の地価は、2022年（令和4年）1月1日の公示地価によれば、瀬ヶ崎五丁目22-4の地点で17万9000円/m2となっている。

## 歴史
もとは江戸期より存在した武蔵国足立郡木崎領に属する瀬ヶ崎村で、古くは同郡木崎領に属する江戸期の木崎村であった。さらに古くは戦国期より見出せる足立郡のうちの郷村名の木崎郷であった。元禄年間頃に木崎村より瀬ヶ崎村が、駒場村、上木崎村、下木崎村とともに分村されたと見られる。村高は「元禄郷帳」では202石、「天保郷帳」では203石。助郷は中山道浦和宿に出役していた。化政期の戸数は30軒で、村の規模は東西3町余、南北4町余であった。
- 発足時は幕府領、以降変遷無し[6]。なお、検地は1690年（元禄3年）に実施[8]。新田の検地は1747年（延享4年）に実施[6][8]。
- 幕末時点では足立郡瀬ヶ崎村であった。明治初年の『旧高旧領取調帳』の記載によると、代官大竹左馬太郎支配所が管轄する幕府領であった[9]。
- 1868年（慶応4年）6月19日：武蔵知県事・山田政則（忍藩士）の管轄となる。
- 1869年（明治2年） 
  - 1月13日：武蔵知県事・宮原忠英の管轄区域に大宮県を設置、同県の管轄となる。県庁は東京府馬喰町に置かれる。
  - 9月29日：県庁が浦和に置かれ浦和県に改称。
- 1871年（明治4年）11月13日：第1次府県統合により埼玉県の管轄となる。
- 1879年（明治12年）3月17日：郡区町村編制法により成立した北足立郡に属す。郡役所は浦和宿に設置。
- 1889年（明治22年）4月1日：町村制施行により、上木崎、下木崎、駒場、瀬ヶ崎、針ヶ谷、本太、北袋、木崎領領家が合併し、木崎村（江戸期の木崎村とは別の自治体）が成立[7]。瀬ヶ崎村は木崎村の大字瀬ヶ崎となる。
- 1932年（昭和7年）4月1日：木崎村が谷田村と共に浦和町へ編入され[10]、浦和町の大字となる。
- 1934年（昭和9年）2月11日：浦和町が市制を施行し、浦和市となり[10]、浦和市の大字となる。
- 1948年（昭和23年）：地内に浦和市立木崎中学校（現・さいたま市立木崎中学校）が、埼玉県立浦和中学校（現・埼玉県立浦和高等学校）より移転する。
- 1952年（昭和27年）：県営浦和瀬ヶ崎住宅が建設され、1954年 - 1955年頃完工する[6]。
- 1967年（昭和42年）9月1日：大字瀬ヶ崎の一部が駒場二丁目の一部となり成立[6]。
- 1982年（昭和57年）8月1日：大字瀬ヶ崎および大字領家と大字上木崎・大字下木崎の飛地多数から瀬ヶ崎一丁目 - 五丁目が成立[11]。また、大字瀬ヶ崎の一部が道祖土一丁目から四丁目の一部となる。これにより大字瀬ヶ崎は消滅する[11]。
- 2001年（平成13年）5月1日：浦和市・大宮市・与野市が合併し、さいたま市が発足。同市の町丁となる。
- 2003年（平成15年）4月1日：さいたま市が政令指定都市に移行し、同市浦和区の町丁となる。

## 世帯数と人口
2017年（平成29年）9月1日時点の世帯数と人口は、以下のとおりである。
| 丁目         | 世帯数    | 人口    |
| ------------ | --------- | ------- |
| 瀬ヶ崎一丁目 | 715世帯   | 1,695人 |
| 瀬ヶ崎二丁目 | 792世帯   | 1,866人 |
| 瀬ヶ崎三丁目 | 590世帯   | 1,363人 |
| 瀬ヶ崎四丁目 | 728世帯   | 1,746人 |
| 瀬ヶ崎五丁目 | 799世帯   | 1,903人 |
| 計           | 3,624世帯 | 8,573人 |

## 小・中学校の学区
市立小・中学校に通う場合、学区（校区）は以下のとおりとなる。
| 丁目         | 区域                | 小学校                   | 中学校                 |
| ------------ | ------------------- | ------------------------ | ---------------------- |
| 瀬ヶ崎一丁目 | 全域                | さいたま市立道祖土小学校 | さいたま市立木崎中学校 |
| 瀬ヶ崎二丁目 | 1 - 4番 13 - 16番   | さいたま市立道祖土小学校 | さいたま市立木崎中学校 |
| 瀬ヶ崎二丁目 | その他              | さいたま市立木崎小学校   | さいたま市立木崎中学校 |
| 瀬ヶ崎三丁目 | 2 - 8番 17 - 最終番 | さいたま市立大東小学校   | さいたま市立木崎中学校 |
| 瀬ヶ崎三丁目 | その他              | さいたま市立道祖土小学校 | さいたま市立木崎中学校 |
| 瀬ヶ崎四丁目 | 全域                | さいたま市立道祖土小学校 | さいたま市立木崎中学校 |
| 瀬ヶ崎五丁目 | 全域                | さいたま市立道祖土小学校 | さいたま市立木崎中学校 |

## 交通

### 鉄道
地内に鉄道路線は通っていない。最寄り駅は地点によって異なり、東日本旅客鉄道（JR東日本）各線の浦和駅、または京浜東北線の北浦和駅である。北浦和駅は、瀬ヶ崎五丁目22-4の地点から約1.9 kmの位置にある。

### 道路
地内に国道、および主要地方道・一般県道は通っていない。
- 北宿通り

## 文化財・寺社
地内の三丁目に個人所有で市指定天然記念物の「イチョウ」と「シラカシ」がそれぞれ1株あった。これらは伐採により2016年度指定解除された。
- 天台宗東泉寺
  - 東泉寺のボダイジュ（さいたま市指定 天然記念物）[14]
- 瀬ヶ崎三嶋神社

## 公園
- 瀬ヶ崎公園
- 瀬ヶ崎二丁目第一公園
- 瀬ヶ崎二丁目第二公園
- 中耕地公園
- 前島第一公園
- 前島第二公園
- 前島第三公園
- 前島第四公園

## 施設
- さいたま市立木崎中学校
- 県営瀬ヶ崎団地
- 椎の実保育園